# Aerangis modesta
Aerangis modesta là một loài lan.